# Sinan-Pascha-Moschee (Prizren)

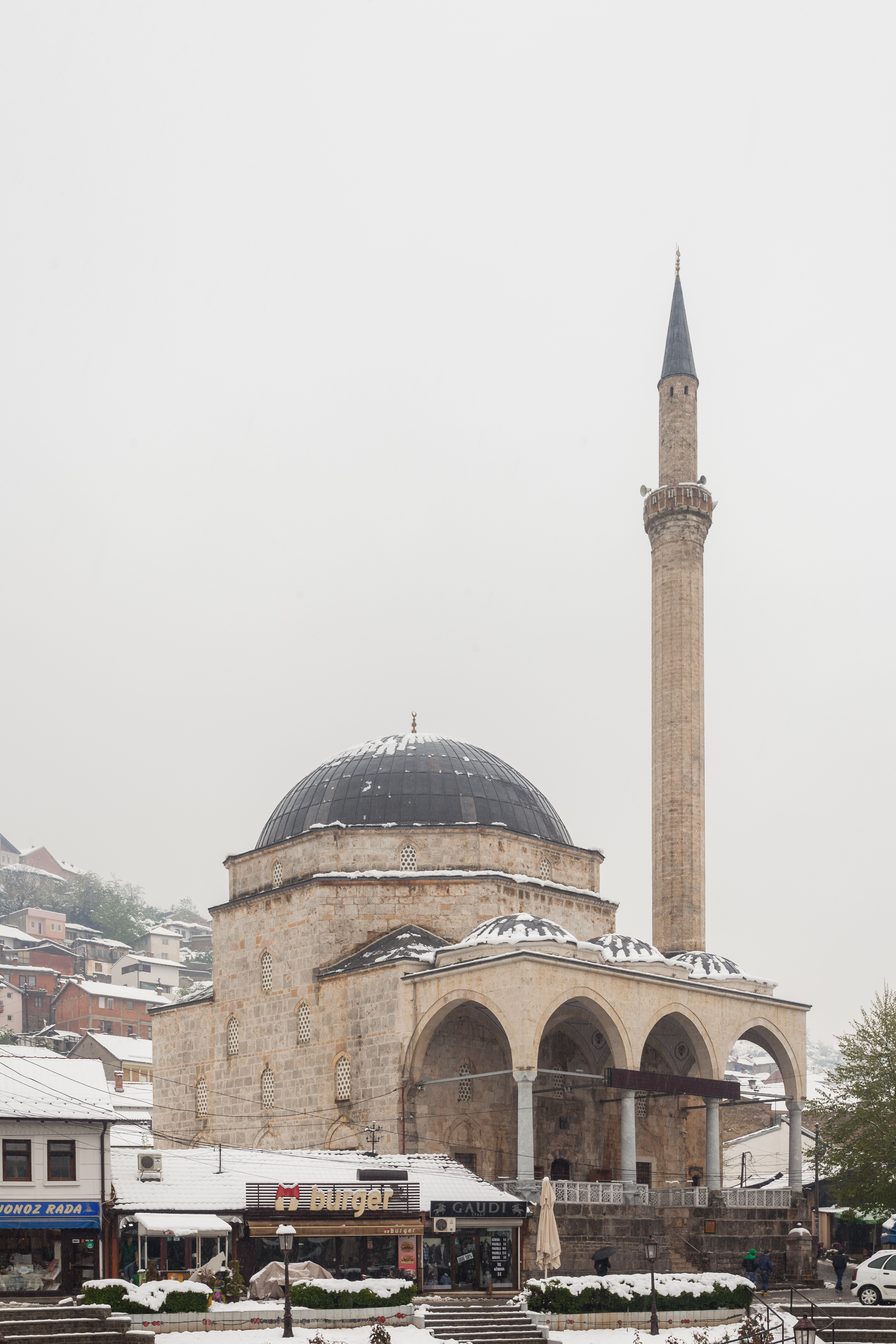
Blick auf die Frontseite der Sinan-Pascha-Moschee (2014)

Blick auf die Kuppeldecke (2021)

Die Sinan-Pascha-Moschee (albanisch Xhamia e Sinan Pashës; serbokroatisch Синан Пашина Џамија Sinan Pašina Džamija; türkisch Sinan Paşa Camii) in Prizren ist ein bedeutendes Kulturdenkmal aus der osmanischen Ära des Kosovo. Sie ist zudem das größte islamische Gotteshaus im Land und ein Wahrzeichen der Stadt Prizren.

## Geschichte
Die Moschee wurde vom Wesir Cigalazade Yusuf Sinan Pascha zu Anfang des 17. Jahrhunderts, unweit des Flusses Prizrenska Bistrica (albanisch Lumëbardhi) im Zentrum der Altstadt errichtet. Ihre Bauzeit wird meist zwischen 1600 (oder 1608) und 1615 datiert. Für die Mauern wurden Werksteine und der plastische Schmuck der zerstörten Erzengelkirche benutzt. Die Moschee wurde zwischen 2007 und 2011 vollständig restauriert.

## Anlage
Die Moschee ist auf quadratischem Grundriss errichtet, die Seitenlänge beträgt 17,80 m. Die Kuppel wird von einem achteckigen Tambour auf Trompen getragen. Der rechteckige Raum der Mihrab wird von einer Halbkalotte überdeckt. Die Verzierungen an der Decke des Betsaales stammen mehrheitlich aus dem 19. Jahrhundert. Die Ornamente sind floral und bunt geschmückt. Die viersäulige Vorhalle mit drei Kuppeln wurde während des Ersten Weltkriegs zerstört und 2011 wiederaufgebaut. Die Höhe des Minaretts wird mit 42 m angegeben (Trifunović). Es hat ein Scheref (Balkon) und ein typisch osmanisches Kegeldach mit Dachschmuck.